# Vihara

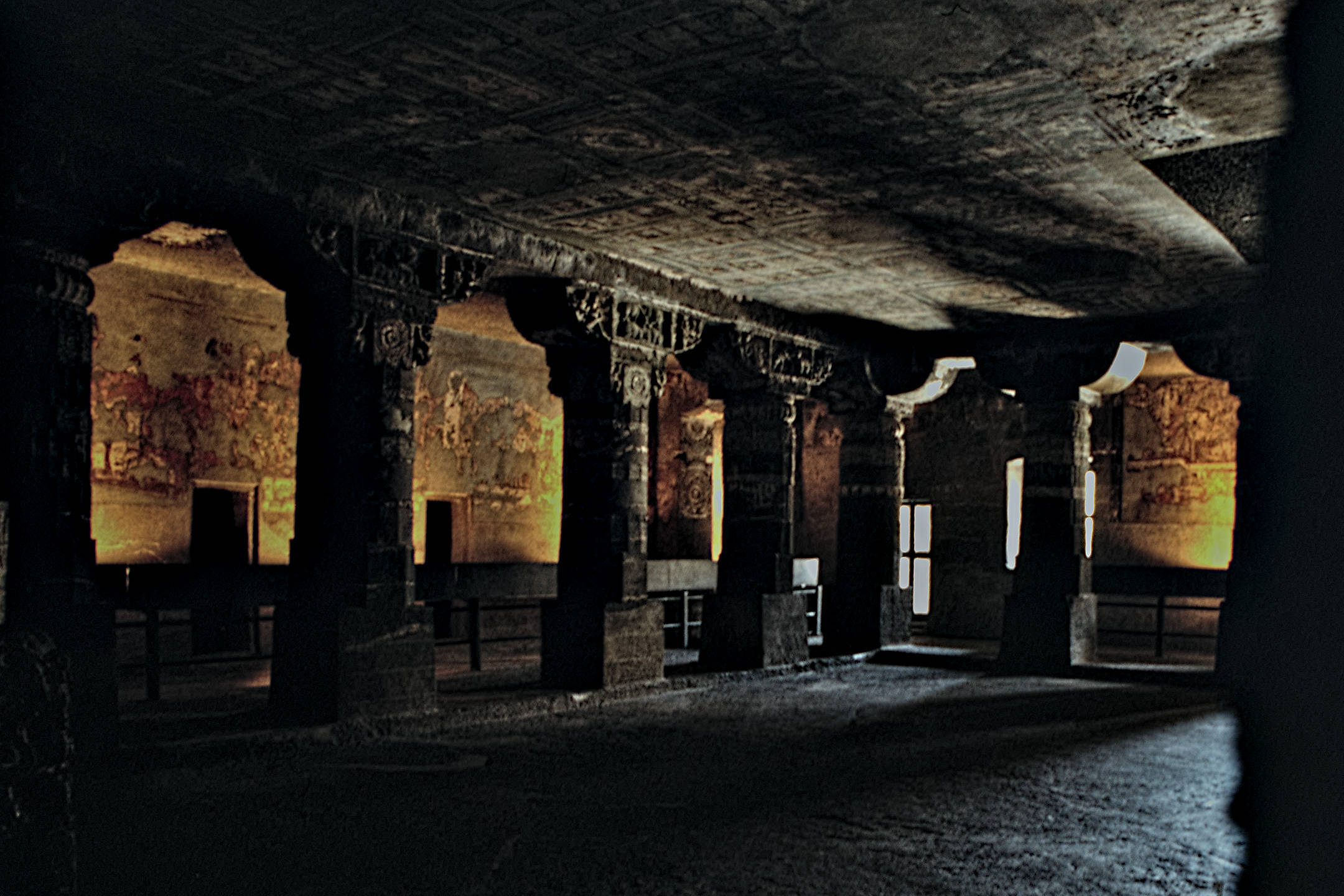
Vihara, Höhle 1 der Ajanta-Höhlentempel, Ajanta, Indien

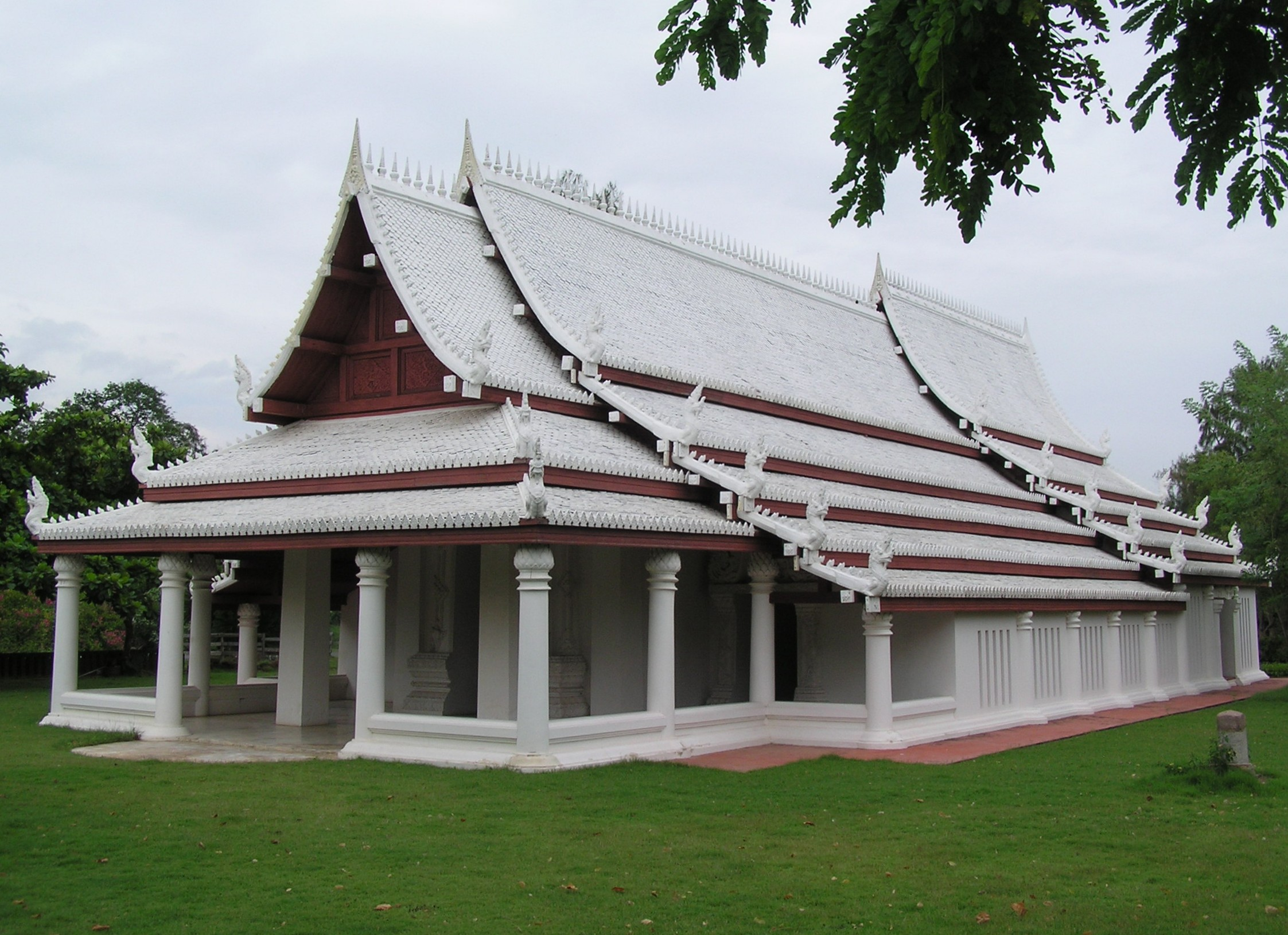
Rekonstruierter Vihara der Sukhothai-Zeit, Mueang Boran („Ancient City“) nahe Bangkok, Thailand

Vihāra (विहर), in Südindien meist Sangharam oder Sankaram, ist die Pali- und Sanskrit-Bezeichnung für ein buddhistisches Klostergebäude in der ursprünglichen Wortbedeutung für einen Wohnsitz oder eine Zuflucht; eine solche „Zuflucht“ suchten Wandermönche während der Regenzeit. Der indische Vihara wurde zum Grundmodell buddhistischer Klostergebäude in zahlreichen Kulturen Asiens – ein Beispiel ist der Wihan in Thailand.
Siehe auch: Brahmavihara

## Viharas in Indien
In der buddhistischen indischen Baukunst entwickelten sich zwei typische Gebäudeformen: die Chaitya-Halle (eine Gebetshalle, in deren Apsis sich regelmäßig ein kleiner Stupa erhebt) und der Vihara (eine zentrale Höhle, ein zentraler Hof oder eine zentrale Halle, meist rechteckig, mit umliegenden einfachen Mönchszellen). Später bezeichnete der Begriff Vihara die gesamte Klosteranlage.

Grundriss der Chaitya-Halle in Karla
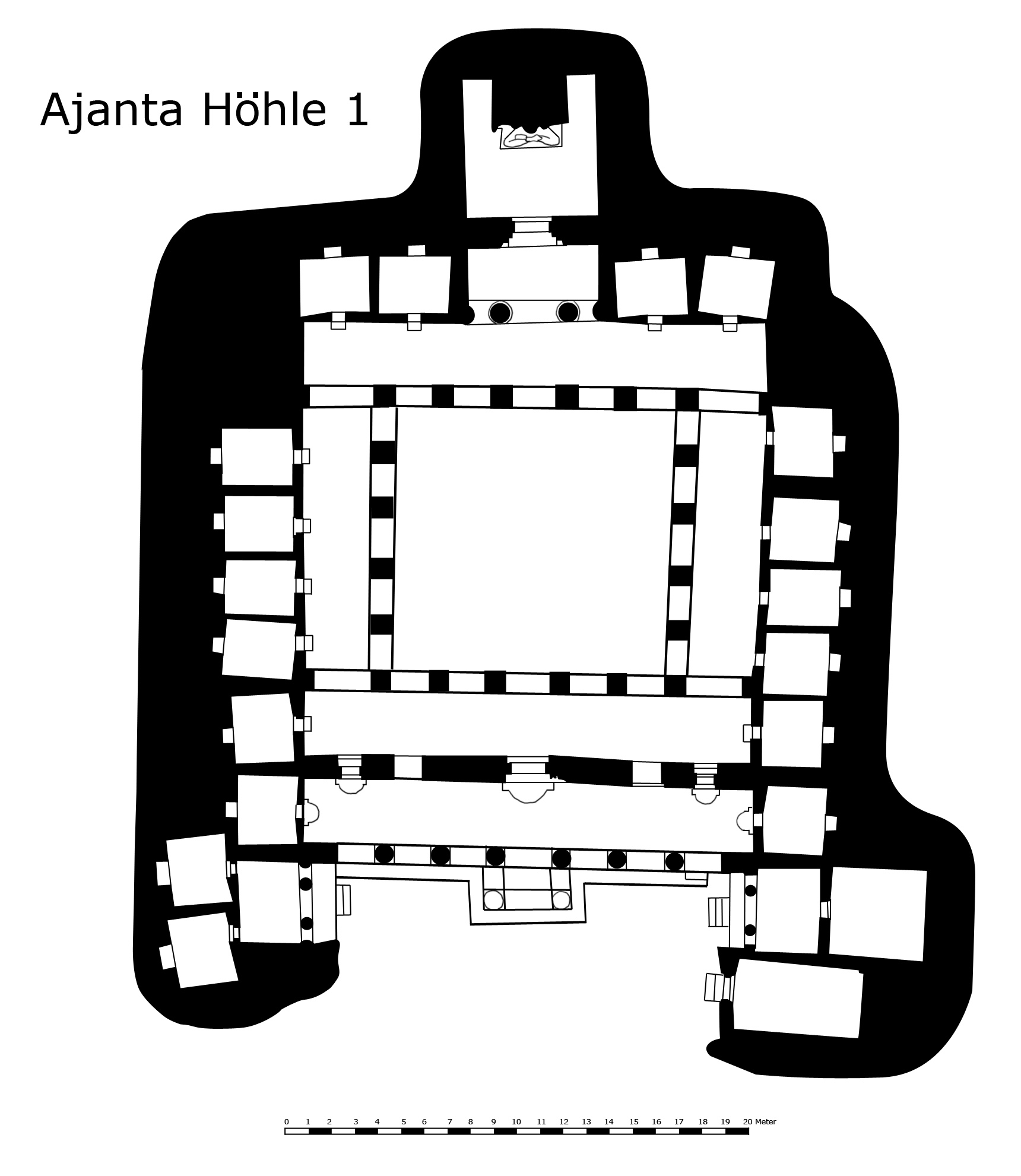
Grundriss der Vihara-Halle 1 in Ajanta

## Wihan in Thailand
Der thailändische Begriff Wihan (auch: Vihan oder Viharn, Thai: วิหาร) hat eine engere Bedeutung: gemeint ist ein spezifisches Gebäude innerhalb einer buddhistischen Tempelanlage, eines Wat, nämlich die gemeinsame Versammlungshalle der Ordensmitglieder und Laien. Der Wihan ist wie ein Bot geschmückt (unter anderem auch mit Buddha-Statuen), meist jedoch nicht so reichhaltig. Hier werden Sutta rezitiert und vorgeschriebene Zeremonien abgehalten, an denen Laien teilnehmen dürfen.
Architektonisch unterscheiden sich Wihan und Bot nur durch acht Grenzsteine (Bai Sema), die den Bot als geweihten Bereich kennzeichnen.